# Dorin Mitișor
Dorin Mitișor (n. 24 decembrie 1948) a fost primul arhitect șef al județului, după înființarea județului Călărași, iar după aceea până în 1990 a fost directorul Centrului Județean de Proiectare (Secția de Proiectare Județeană). Iar după revoluție a fost primul prefect al Județului Călărași,  deputat român în legislatura 1990-1992, ales în județul Călărași pe listele partidului FSN. Alegerea lui Dorin Mitișor ca deputat a fost validată la data de 19 martie 1992, când l-a înlocuit pe deputatul Radu-Dumitru Savu. Dorin Mitișor este de asemenea un foarte bun arhitect. El conduce biroul de arhitectura General Concept din Călărași. Are doi copii arhitecți. 